# Jean-Pierre Boutinet
 (janvier 2011).
Si vous disposez d'ouvrages ou d'articles de référence ou si vous connaissez des sites web de qualité traitant du thème abordé ici, merci de compléter l'article en donnant les références utiles à sa vérifiabilité et en les liant à la section « Notes et références ».
Né le 20 janvier 1943 à Saint-Bris-des-Bois, Jean-Pierre Boutinet est psychosociologue et professeur émérite à l'Université catholique de l'Ouest.

## Curriculum universitaire
Il fait ses études de philosophie, psychologie et sociologie à Angers et à l'université catholique de l’Ouest. Il obtient une licence de philosophie mention psychologie puis un doctorat soutenu à l'université Paris-Descartes en 1982 sur le projet d’insertion professionnelle des jeunes scolarisés. Il soutient une thèse de doctorat d'État intitulée Anthropologie du projet, essai sur la signification du temps opératoire, en 1987 à l'université Paris-Descartes.
Il devient assistant de psychologie expérimentale à l’université catholique de l'ouest, et est directeur-adjoint du département de psychologie.

## Publications
- (dir.)Du discours à l’action, les sciences sociales s’interrogent sur elles-mêmes, Paris, L’Harmattan, 1985.
- Aspirations religieuses des jeunes lycéens, avec P. Cousin et M. Morfin, Paris, L’Harmattan, 1985.
- Anthropologie du projet, 1990
- Le projet, un défi nécessaire face à une société sans projet, Paris L’Harmattan, 1992
- Psychologie des conduites à projet, Paris, Puf, coll. «Que sais-je ?», n° 2770, 1993
- Psychologie de la vie adulte, Paris, Puf], coll. «Que sais-je ?», n°2966, 1995
- L'immaturité de la vie adulte, Paris, Puf, coll. «Le Sociologue», 1999
- Bilan de compétences et mutations : l’accompagnement de la personne, avec Ch. Pellois, J. Vivier et J. Aubret, Berne, Peter Lang, 2004
- 2004. Vers une société des agendas, Une mutation des temporalités Paris, Puf, coll. Sociologie d’aujourd’hui.
- (co-dir.)  Penser l’accompagnement adulte, Ruptures, transitions, rebonds, avec Noël Denoyel, Gaston Pineau et Jean-Yves Robin, Paris, Puf, 369 p. 2007.
- Où sont passés les adultes, Routes et déroutes d’un âge de la vie, avec Pierre Dominicé, Paris Téraèdre, 2009
- Demandes de reconnaissance et validation des acquis de l’expérience, Pour qui, Pour quoi, avec Rachel Belisle, Québec, Presses de l’université Laval, 2009
- (dir.) L’ABC. de la VAE., Toulouse, Erès, 2009
- Grammaires des conduites à projet, Paris, Puf, 2010